# Germano Gambini
Pour les articles homonymes, voir Gambini.
Germano Gambini, né le 14 décembre 1931, à Bologne, en Italie et mort le 28 décembre 2010, à Bologne, en Italie, est un ancien joueur et dirigeant de basket-ball italien. Il évolue au poste d'ailier. Il est président de la Fortitudo Bologna dans les années 1980.

## Palmarès
- Champion d'Italie 1955, 1956